# HMS Panther (G41)
«Пантер» (G41) (англ. HMS Panther (G41) — військовий корабель ескадрений міноносець типу «P» Королівського військово-морського флоту Великої Британії за часів Другої світової війни.
«Пантер» закладений 5 березня 1940 на верфі компанії Fairfield Shipbuilding and Engineering Company у Говані. 12 грудня 1941 увійшов до складу Королівських ВМС Великої Британії.
Есмінець взяв активну участь у бойових діях на морі в Другій світовій війні, бився в Атлантиці, біля берегів Англії, у Середземному морі та на Тихому океані біля берегів Голландської Ост-Індії й Бірми, супроводжував атлантичні та мальтійські конвої та підтримував висадку військ в операції «Айронклед», «Смолоскип», «Хаскі», «Слепстік» та «Аваланч». За проявлену мужність та стійкість у боях бойовий корабель заохочений сьома бойовими відзнаками.
9 жовтня 1943 року потоплений поблизу острову Карпатос у наслідок повітряної атаки німецьких бомбардувальників Ju 87 I. StG 3 під час Додеканеської кампанії.

## Бойовий шлях
З 17 до 19 січня 1942 року ескадрений міноносець супроводжував лінкор «Кінг Джордж V» до берегів Ісландії й у зворотному напрямку.
З 29 березня до 12 квітня 1942 року «Пантер» входив до складу британського угруповання флоту, з'єднання «A», яке діяло в Індійському океані. Під час японського рейду в Індійському океані есмінець разом з двома авіаносцями, трьома крейсерами та п'ятьма есмінцями проводив заходи щодо перехоплення та знищення японських сил. Однак, 5 квітня два британські важких крейсери — «Дорсетшир» і «Корнуолл» — були затоплені японськими літаками; «Пантері» було наказано зібрати вцілілих людей. Корабель підібрав 1 122 моряків з 1546 з обох кораблів разом з «Ентерпрайз» та «Паладином».
У вересні 1942 року есмінець взяв участь у вторгненні на Мадагаскар союзних військ. Пізніше залучався до супроводу конвоїв та протичовнової оборони поблизу східного узбережжя Африки, базуючись на ВМБ Кіліндіні в Кенії.
У жовтні «Пантер» вийшов до 3-ї флотилії есмінців у Гібралтарі, що готувалася до висадки союзних військ у Північну Африку, куди він незабаром відбув разом з ескадреними міноносцями «Пенн», «Патфайндер», «Поркьюпайн» та «Партрідж». 3 листопада група прибула до Гібралтару, де у складі Східного ударного угруповання, куди входили лінкори «Дюк оф Йорк», «Нельсон», «Родні» та авіаносці «Вікторіос» й «Формідабл», екіпаж есмінця готувався до проведення масштабної висадки морського десанту в районі поблизу Алжиру.
8 листопада з початком вторгнення союзників до Французької Північної Африки, «Пантер» разом з іншими 12 есмінцями забезпечував прикриття ударної групи флоту з лінкорів «Дюк оф Йорк», «Родні», лінійного крейсера «Рінаун», авіаносців «Вікторіос», «Ф'юріос» й «Формідабл», крейсерів «Бермуда», «Аргонаут», «Сіріус», що артилерійським вогнем своєї артилерії забезпечували підтримку військам, котрі висаджувались на берег.
З 15 березня 1943 року «Пантер» з есмінцями «Оффа», «Пенн» і «Імпалсів» були передані до 3-ї групи підтримки в Командуванні Західних підходів, коли загострилась обстановка з Атлантичними конвоями, що піддавались постійним нападам німецьких «вовчих зграй». Проводив з Ньюфаундленда транспортні конвої ONS 5 та SC 128 в умовах загрози нападу «вовчих зграй» «Фінк» та «Амсель».